# Cantonul Nantes-7
Cantonul Nantes-7 este un canton din arondismentul Nantes, departamentul Loire-Atlantique, regiunea Pays de la Loire, Franța.